# Виставка

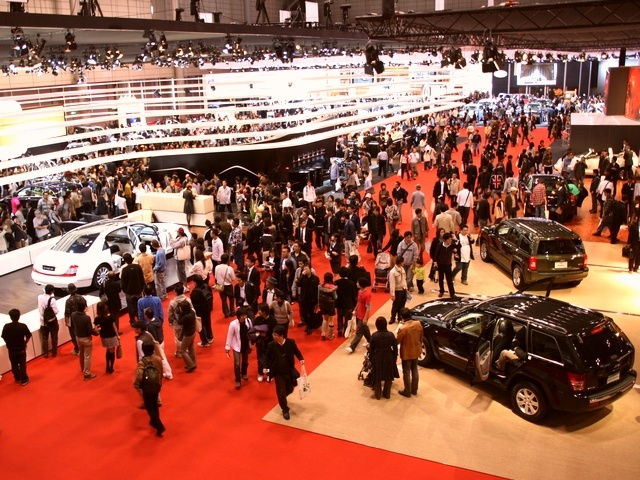
Автовиставка Tokyo Motor Show 2007

Виставка — публічна демонстрація досягнень у галузі економіки, науки, техніки, культури, мистецтва та інших галузях суспільного життя. Поняття може позначати як сам захід, так і місце проведення цього заходу.
Розрізняють виставки: місцеві, національні, міжнародні і всесвітні, а також загальні, що охоплюють всі галузі людської діяльності (наприклад, Виставка досягнень народного господарства СРСР ВДНГ), і спеціалізовані, присвячені тільки на одній сфері діяльності людини. До останніх належать художні, промислові та сільськогосподарські. Також розрізняють виставки періодичні (тимчасові) і постійні.

## Історія
Свій початок виставки ведуть від французьких музеїв, початок яким поклав ще Мазаріні і Кольбер. Але першою виставкою, що нагадує сучасні, була виставка École des beaux-arts у 1763 році. За її прикладом негайно ж пішли Дрезден (1765), Берлін (1786),Мюнхен (1788) та інші.
Перша промислова виставка була влаштована у Франції в 1798, в Парижі. До 1806 року пішли ще чотири виставки в Парижі, але меншого розміру.

## Сучасний виставковий бізнес
Сьогодні виставки породили цілу індустрію з багатомільярдними оборотами - виставковий бізнес.
Сучасні виставки піддаються виставкового аудиту таких організацій, як UFI. Стандарти групи ISO 25639 регламентують різні аспекти виставкової діяльності.

## Цікаві факти
Ейфелева вежа була споруджена до Всесвітньої виставки 1889 року і служила їй вхідною аркою.